# Øyvind Finnsson Skaldespillar
Øyvind Finnsson Skaldespillar (ur. ok. 930 r. - zm. ok. 990 r.) - prawnuk króla Haralda Pięknowłosego (855-933), syn Finna Skjaelgiego i wnuczki Haralda Gunnhildy. Był szóstym wielkim skaldem Królestwa Norwegii. Miał syna Oyvinda Lambego z żoną Sigrid z Sangdnes. Był obecny w czasie bitwy pod Fitje w 960 roku, w czasie której zginął król Haakon Dobry (915/920-960). Po bitwie uciekł z Havamal (prowincji ze stolicą w Bergen, gdzie odbyła się walka) i osiedlił się na wyspie Helgoland, u wybrzeży Niemiec. Tam zmarł około 990 roku.